# Nymphulosis
Nymphulosis é um gênero de mariposa pertencente à família Crambidae.